# Gustav von Kosjek
Gustav von Kosjek (St. Margarethe, 17 agosto 1838 – Atene, 1º febbraio 1897) è stato un diplomatico e nobile austriaco.

## Biografia
Figlio di Valentin Kosjek, funzionario pubblico del consiglio giudiziario provinciale, Gustav Kosjek nacque a St. Margarethe nei pressi di Vienna nel 1828. Si laureò all'Accademia Orientale di Vienna e dal 1859 lavorò per il servizio diplomatico imperiale austriaco.
La sua prima meta fu la legazione di Galați, in Romania, lavorando poi per diversi anni a Istanbul dove approdò come interprete e in seguito raggiunse il grado di consigliere d'ambasciata (1877). Ottenuta la nobilitazione nel 1870, nel 1878 fu delegato austriaco al Congresso di Berlino e nel 1881 fu console generale al Cairo dove rimase sino al 1883. Divenne quindi ambasciatore in Persia (1883-1887) e concluse la sua carriera diplomatica come inviato austro-ungarico ad Atene (1887-1897), dove morì improvvisamente. Al suo funerale prese parte l'intera famiglia reale greca ed il sovrano non mancò di sottolineare il contributo personale che von Kosjek aveva dato al miglioramento delle relazioni tra la Grecia e l'Austria-Ungheria. Durante il mandato di Kosjek in Grecia, fu costruita una villa imperiale a Corfù, la preferita dell'imperatrice Elisabetta di Baviera, che Kosjek supervisionò personalmente.